# Ponikva
Ponikva este o localitate din comuna Šentjur pri Celju, Slovenia, cu o populație de 2.370 de locuitori.